# Джордж Беллоуз
Джордж Веслі Беллоуз  (англ. George Wesley Bellows, 12 серпня 1882, Колумбус, Огайо — 8 січня 1925, Нью-Йорк) — живописець США, що мав гучну славу серед майстрів його покоління. Малював пейзажі, портрети, один з перших відтворив суворий світ американського боксу. Займався графікою, літографією.

## Біографія
Народився в місті Колумбус в штаті Огайо. Він був єдиною дитиною літніх батьків, батьку — 50, а матері, яка була дочкою капітана китобійного судна — сорок.
У 1901-1904 навчався в університеті штату Огайо. Тоді ж захопився спортом і грав у бейсбольних і баскетбольних командах. Навіть прагнув стати професійним гравцем у бейсбол. Але мистецтво переважило і в 1904 переїздить до Нью-Йорка навчатися мистецтву.
Він учень Роберта Генрі в Ньюйоркській школі мистецтв, як і Роквел Кент. 1908 роком задокументовано перше повідомлення про Беллоуза-художника, коли він разом з іншими учнями Генрі організував виставку. Ще в роки студентства брався робити ілюстрації для журналів. Замовлення від різних видань художник прийматиме до власної смерти. Формально його рахують представником нью-йоркської "Школи кошик для сміття ", творчої групи митців, що створювали картини щодо американської дійсності і тогочасного суспільства. З 1906 року він орендував художню студію на Бродвеї.
Найближчими роками він пише картини-краєвиди засніженого Нью-Йорка, а зі зростанням популярності — портрети представників багатих верств міста. За прикладом іншого художника почав також подорожувати до штату Мен, де писав морські краєвиди і пейзажі острова Монгіґан. Беллоуз цікавився також політичними новинами. В роки першої світової війни був зворушений трагічними подіями військового вторгнення німецьких загарбників у Бельгію і військових злочинів там. Свідоцтвом тих його настроїв і прагнень стали літографії для журналів і картина, присвячена рятувальній діяльності медсестри Едіт Кавел. Жінка працювала в Бельгії і врятувала не одне життя, допомагаючи таємно евакуювати з Бельгії в Британію тих вояків, яким загрожували арешти і смерть. Сміливу жінку арештували, судили військовим німецьким судом і за законами Німеччини військового періоду — розстріляли. Але політичні настрої митця сильно стримувала самоцензура і цензурні обмеження уряду США.
В повоєнний період Беллоуз встановив літографський верстат у студії і в співпраці з друкарем Болтоном Брауном створив більш ніж 100 літографій. Серед його творів — ілюстрації до нових видань письменника Герберта Веллса.
Помер у 1925 передчасно від перитоніту після розриву запаленого апендикса. Доба антибіотиків ще не настала, тому його не змогли врятувати. Похований на цвинтарі Грін-вуд в Брукліні.

## Пейзажі
В пейзажах Беллоуз розробляв різну тематику — від ідилічного «Синього снігу» до майже потворного, індустріального пейзажу, породженого світом капіталізму в Америці («Пенсильванія. Станція підйому»).
Наступ на дику природу США був таким потужним і руйнівним, що це стало впадати у око навіть байдужому суспільству. Освоєння західних земель супроводжувалося агресією до місцевих індіанців, стріляниною, пияцтвом і винищенням диких птахів і тварин. Так, лише за одну зиму 1877 р. було вбито 100.000 бізонів. Залізничні компанії США наймали професійних стрільців, що винищували бізонів і постачали безкоштовне м'ясо. До початку 1890х рр. бізон як дикий вид в країні — зник. Залишилися лише екземпляри в приватних зоопарках та на фермах. Уряд лише на початку 20 ст. розробив спецпроєкт і почав викуповувати бізонів у приватних власників, яких розмістили в національних парках. Свідком цих подій був і художник, що бачив велич північної природи, частково вже сплюндрованої і спотвореної пересічними американцями («Північна річка», «Докери великого міста», «Вивіз снігу з міста»).
Малює він і пейзажі Нью-Йорку, що швидко перетворився на початку 20 ст. на мегаполіс без природи, де зникала людська особистість і марнував життя натовп. Особливо гостро зникнення особистості відтворене у літографіях Беллоуза («Проповідь», «Більярд», «Бийтеся об заклад у Шаркі!!!»).

## Родина
Був одруженим. Для своєї родини побудував будинок в Вудстоку, Нью-Йорк, де мешкав з дружиною Еммою і двома доньками, Енн і Джейн.

## Галерея

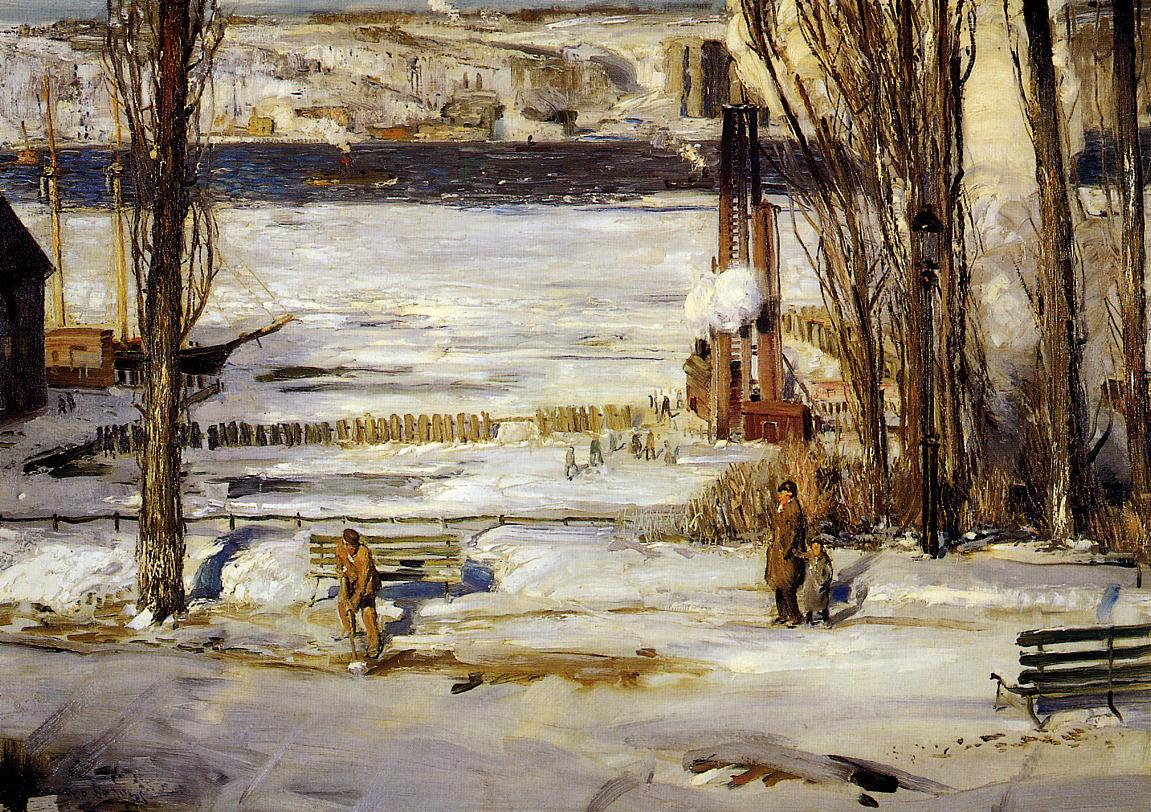
«Ранковий сніг. Річка Гудзон». Бруклінський музей, Нью-Йорк, 1910
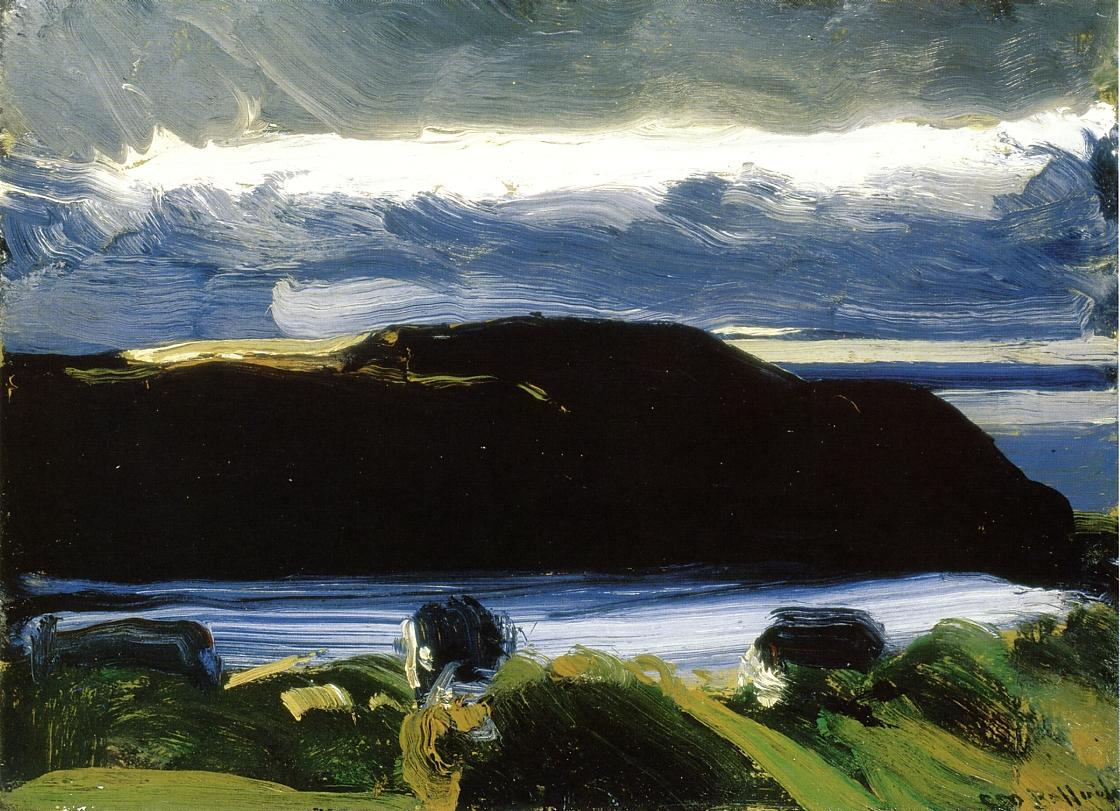
«Похмуре небо. Острів Монгеґан». 1916
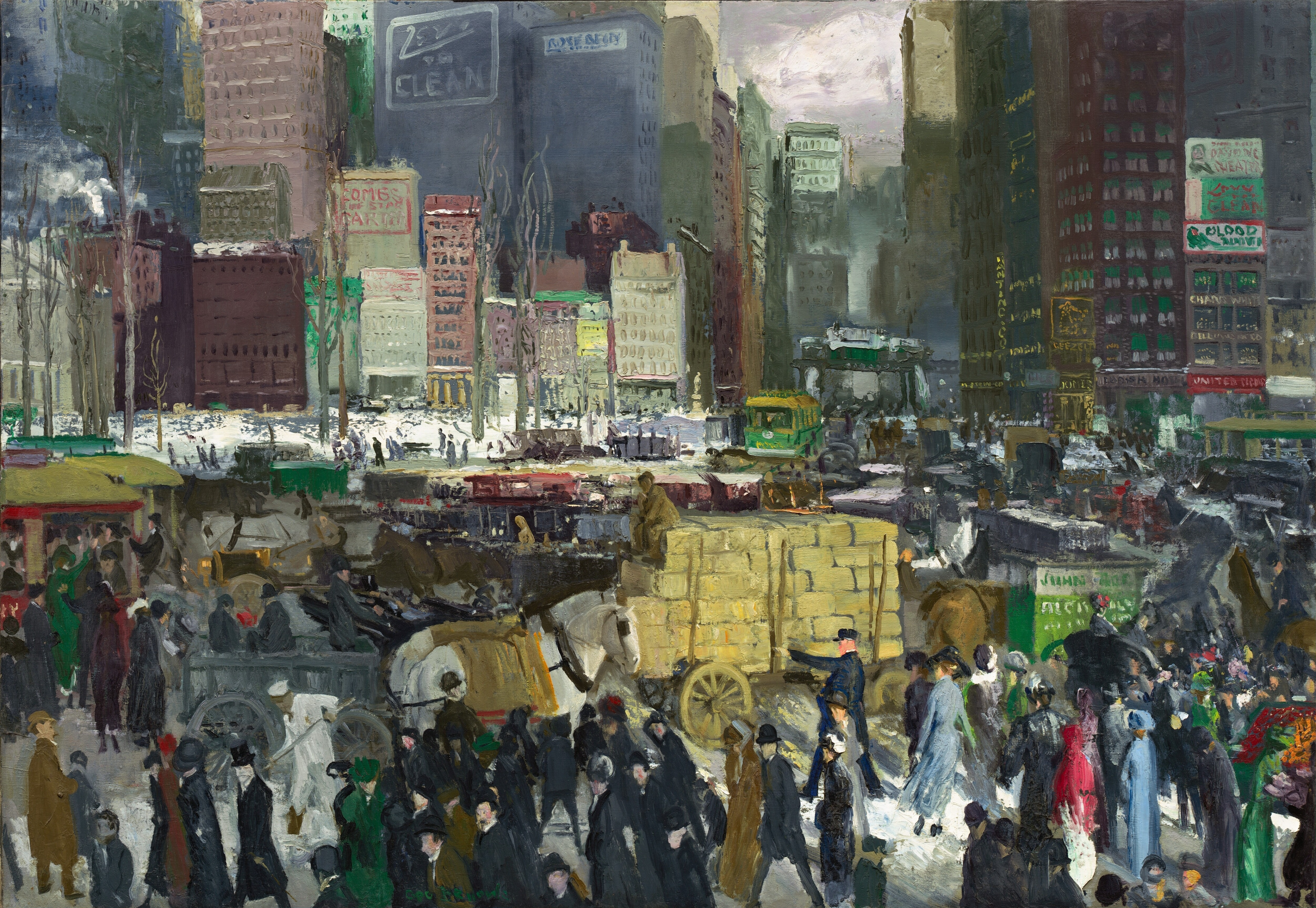
«Нью-Йорк», 1911
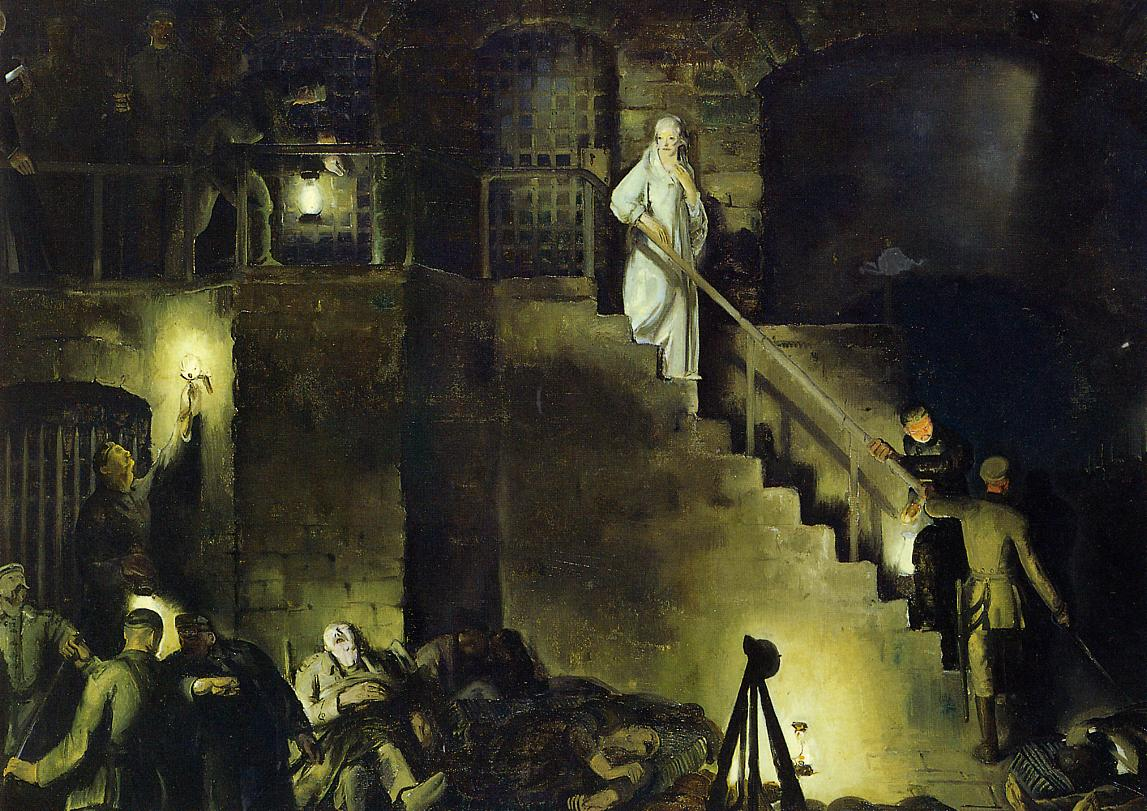
«Поміч медсестри Едіт Кавел», 1918
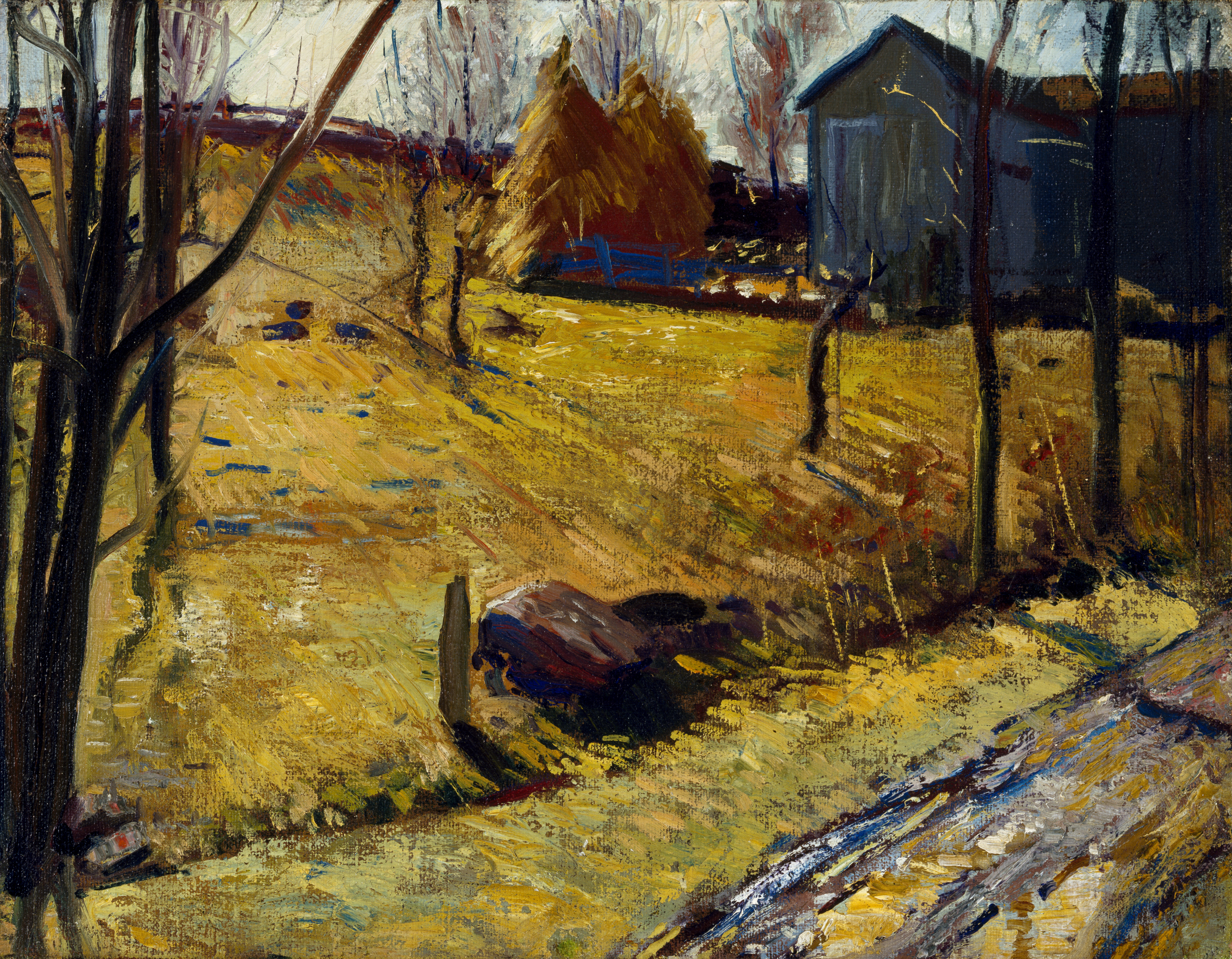
«Стіжки і комора». 1909
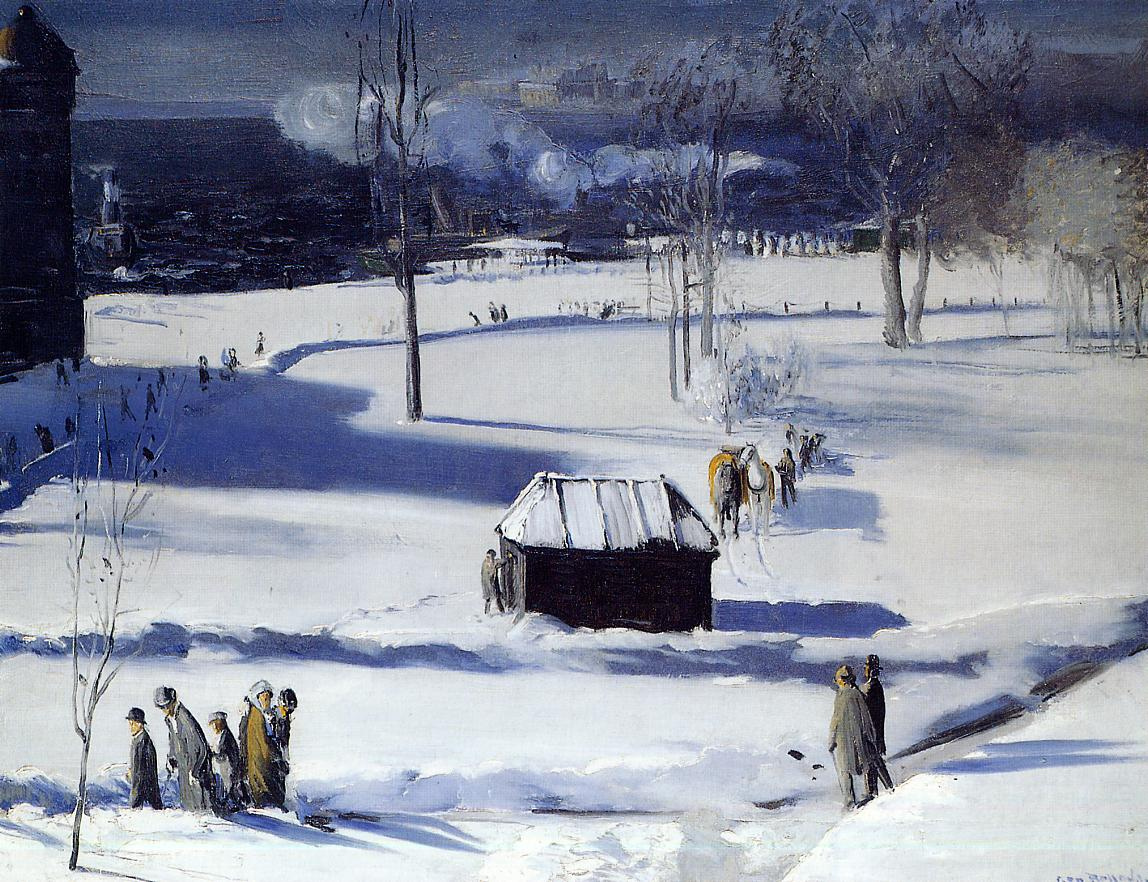
«Синій сніг». 1910
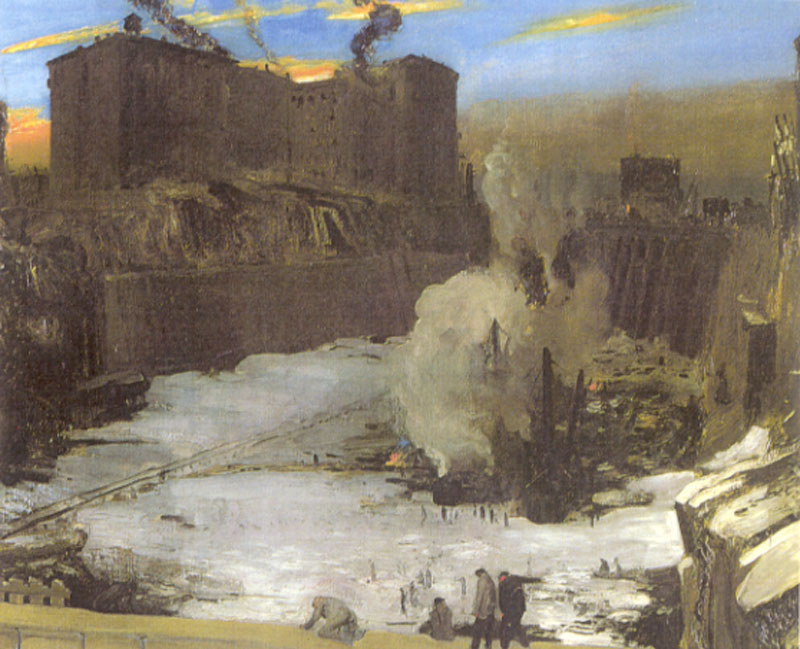
Котлован станції в Пенсільванії, 1907
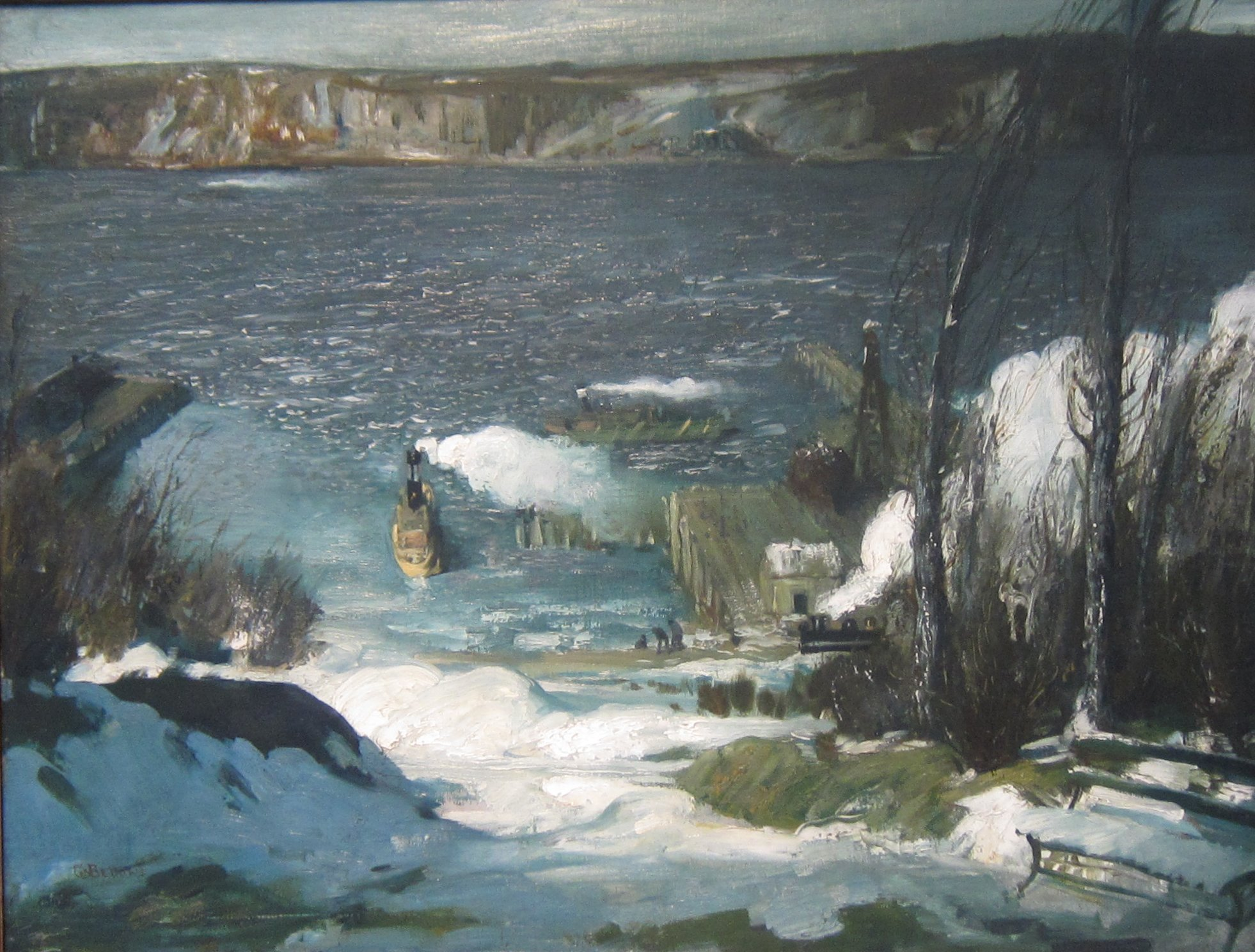
Північна річка, 1909
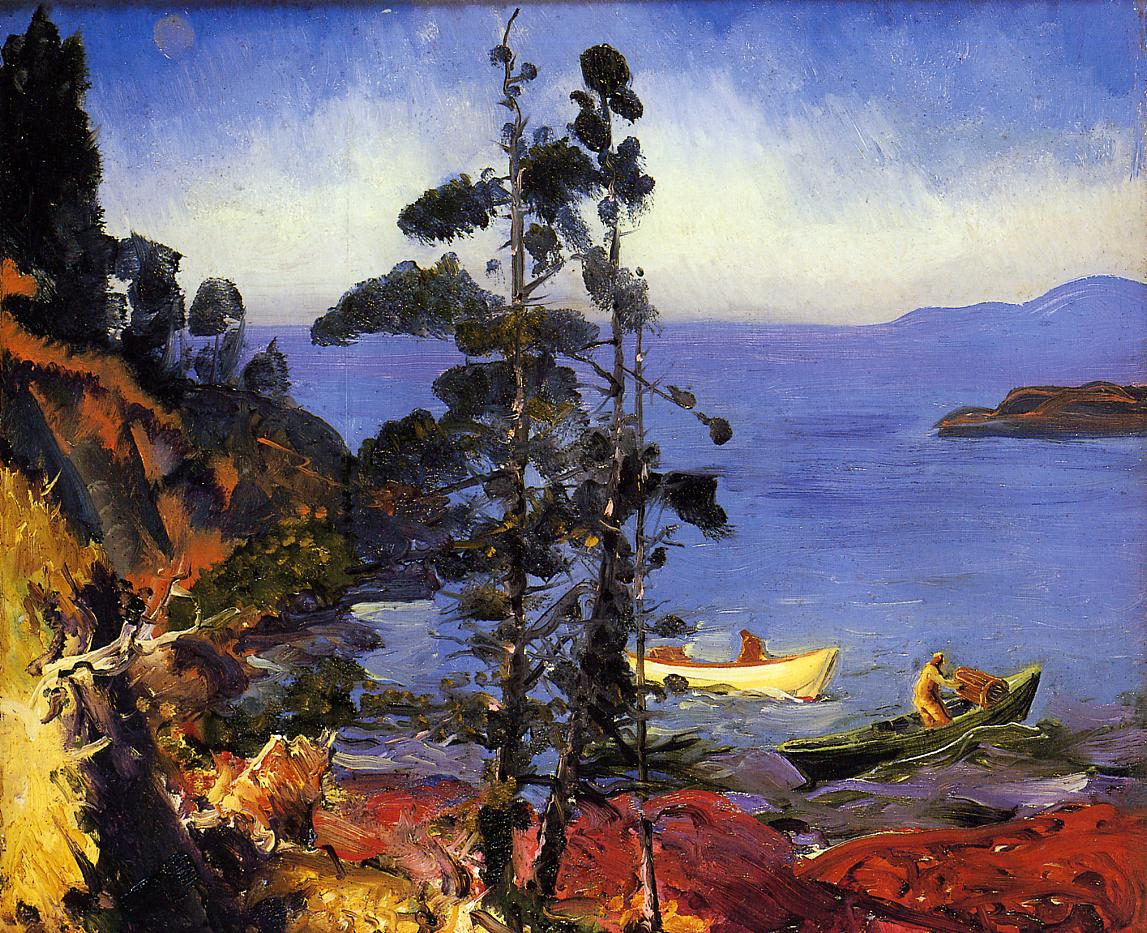
Синій вечір, 1913